# Iguarima censoria
Iguarima censoria là một loài nhện trong họ Anyphaenidae.
Loài này thuộc chi Iguarima. Iguarima censoria được Eugen von Keyserling miêu tả năm 1891.